# ربکا لورد
ربکا لورد (فرانسوی: Rebecca Lord‎؛ زاده ۱۶ فوریهٔ ۱۹۷۳) یک بازیگر پورنوگرافی اهل فرانسه است.
از فیلم‌ها یا برنامه‌های تلویزیونی که وی در آنها نقش داشته‌است می‌توان به من یک معتاد به سکس هستم اشاره کرد.